# 李善権
李善権（リ・ソングォン 朝鮮語: 리선권）は、朝鮮民主主義人民共和国の軍人、外交官。前外務相、朝鮮労働党政治局員、国務委員会委員。

## 経歴
朝鮮人民軍出身。最終階級は大佐とされている。2000年代に南北軍事実務会談で北朝鮮側代表を務めた後、外交畑に転じ、2010年代に祖国平和統一委員会の北朝鮮側首席代表として活動した。2018年9月に平壌で開催された南北首脳会談時、玉流館で昼食をとっていた韓国経済人らの前に突然現れ「よく冷麺がのどを通るな」という暴言を吐いたことでも知られる。
2019年2月にベトナムで開催された第2回米朝首脳会談が決裂すると、米朝関係の実務を主導してきた党副委員長・統一戦線部長の金英哲が失脚。さらに2020年1月に外相の李容浩も更迭され、押し出されるように後任の外相となった。外交経験はほとんどなく、外交的な手腕は未知数である。
2020年4月11日の第7期党中央委員会政治局会議で政治局員候補に選ばれた。また翌12日の最高人民会議第14期第3回会議で国務委員会委員に選出された。
2021年2月11日の第8期党中央委員会第2回総会で政治局員に選ばれた。
2021年6月11日、 朝鮮中央通信が、朝鮮労働党中央委員会拡大総会に於いて李善権に替わり、第一外務次官の崔善姫を外務相に就任させたことを伝えた。人事を決定した中央委員会総会拡大会議は6月8-10日に開催。